# Jerxheim
Jerxheim ist eine Gemeinde im Landkreis Helmstedt in Niedersachsen.

## Geografie

### Geografische Lage
Jerxheim liegt südlich des Naturparks Elm-Lappwald und nördlich des Huy. Der Ort liegt am Großen Bruch und am Fuße des weithin sichtbaren Heesebergs (200 m über NHN.). Die Gemeinde ist Mitgliedsgemeinde und Verwaltungssitz der Samtgemeinde Heeseberg.

### Gemeindegliederung
Die Ortsteile der Gemeinde sind:
- Jerxheim-Ort
- Jerxheim-Bahnhof
- Jerxheim-Siedlung am Heeseberg

### Nachbargemeinden
Nachbargemeinden sind Söllingen, Huy (Sachsen-Anhalt), Beierstedt und Gevensleben.

### Geologie
Geologisch ist das Gebiet durch den Unteren Buntsandstein gekennzeichnet und wird als „Rogenstein-Zone“ bezeichnet. Im Heeseberggebiet gab es bereits in vor- und frühgeschichtlicher Zeit Ackerbaukulturen, da hier gute Ackerböden, wie Löss und Schwarzerde vorkommen. Der fossile Algenrasen am Heeseberg wurde 2006 in die Liste der 77 ausgezeichneten Nationalen Geotope aufgenommen.
Der im Südosten des Landkreises Helmstedt gelegene Heeseberg gehört zu den nordwestlichen Ausläufern des Mitteldeutschen Trockengebietes. Eine einzigartige Flora und Fauna mit wärmeliebenden, gegen Trockenheit wenig empfindlichen Pflanzen- und Tierarten findet sich hier. Große Teile des Heeseberges sind Naturschutzgebiet.

## Geschichte

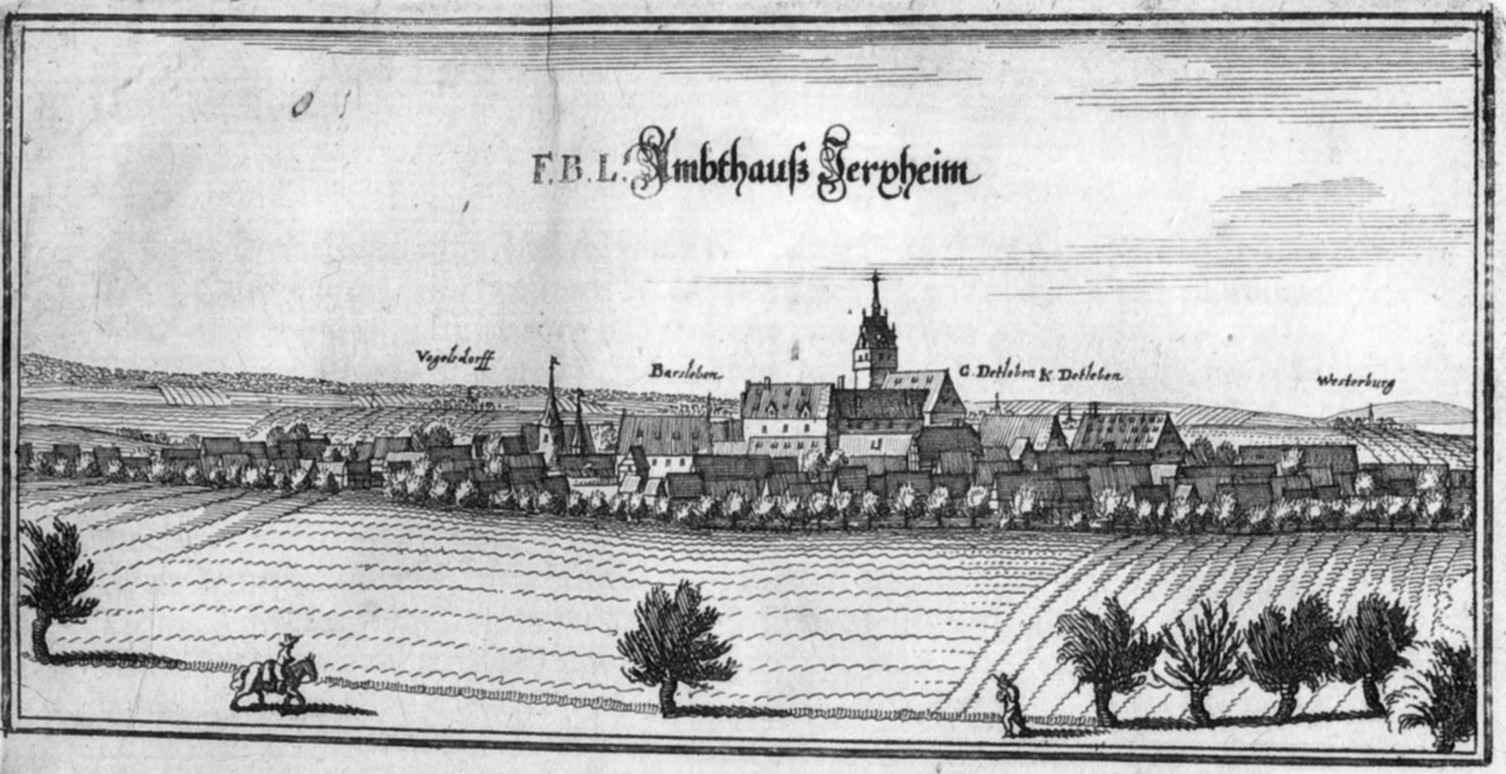
Merian-Stich von Jerxheim um 1654

Im Jahre 1195 wurde die Gemeinde erstmals urkundlich erwähnt. Im Jahre 1313 wird die Burg Jerxheim als Schloss „Gerksem“ in einer Urkunde als Pfandbesitz der Ritter von Alvensleben erwähnt. Auch ein Adelsgeschlecht mit dem Namen Jerxheim wird erwähnt. Laut Matthäus Merians Beschreibung von 1654 sei Jerxheim  im Mittelalter eine Grafschaft gewesen. Merian beschreibt die Burg Jerxheim als vierseitige Anlage mit Burggraben. Die Gebäude wurden später abgetragen. Auf dem früheren Burggelände stehen heute noch mehrere alte Scheunen aus der Zeit und ein im 19. Jahrhundert gebautes Gutshaus.

Darstellung des Eisenbahnunfalls von Jerxheim auf einem Blechtablett

Im Jahre 1846 hatte Jerxheim 974 Einwohner und besaß bereits einen Bahnhof, der etwa zwei Kilometer südlich des Dorfes mit einer Siedlung angelegt wurde und Kreuzungspunkt für mehrere Bahnstrecken war, die heute alle stillgelegt sind (siehe unten). Am 9. September 1844 entgleiste auf der Bahnstrecke zwischen Jerxheim und Neuwegersleben auf der Bahnstrecke Braunschweig–Oschersleben ein Personenzug. Ein Weichensteller oder Bahnwärter soll eine Schiene nicht ausreichend angezogen haben. Einige Passagiere wurden verletzt. Dies war der erste Eisenbahnunfall in Deutschland bei dem Reisende verletzt wurden.
.
In Jerxheim Bahnhof stand von 1851 bis 1975 auch eine Zuckerfabrik.
Infolge der Flucht und Vertreibung Deutscher aus Mittel- und Osteuropa von 1945–1950 hatte sich die Einwohnerzahl von Jerxheim von 1425 (1939) auf 2549 (1950) vergrößert, davon waren 1950 867 Heimatvertriebene.
1956 wurde rund zwei Kilometer nordwestlich des Dorfes Jerxheim und nördlich des Heeseberges von der 1918 gegründeten Braunschweigischen Siedlungsgesellschaft eine Siedlung gegründet.

### Ortsname
Alte Bezeichnungen des Ortes sind um 1153 Gercseim, 1189 Jericksen, 1196–1197 Gereksheim, 1196–1197 Yerxem und 1196–1197 Jerkesheim.
Im zweiten Teil des Ortsnamens steht niederdeutsch „-hēm“ für „Heim, Siedlung“, im ersten ein alter Vorname, vielleicht „Ger- ik(i)“ oder „Gar-ik(i)“. Ob „Gar-“ dem Personennamen-Stamm „Garva“ oder „Gairu“ zuzuordnen ist, ist fraglich. Auch ist der altsächsisch bezeugte zweigliedrige Personenname „Gerrik“ zum Personennamen-Stamm „Gairu“, dessen Glied „-rik“ zum Personennamen-Stamm „Ricja“ für „reich, mächtig“, zu stellen ist.

### Postgeschichte
Eine kleine Poststation, eine sogenannte Postexpedition, bestand in Jerxheim seit 1843. Zur Entwicklung des Postwesens in Jerxheim siehe: Postroute Braunschweig-Helmstedt-Magdeburg.

### Einwohnerentwicklung
| Jahr      | 1821 | 1846 | 1849 | 1871 | 1905 | 1910 | 1925 | 1939 | 1950 | 1956 | 2003 | 2005 | 2021 |
| --------- | ---- | ---- | ---- | ---- | ---- | ---- | ---- | ---- | ---- | ---- | ---- | ---- | ---- |
| Einwohner | 841  | 974  | 992  | 1851 | 1922 | 1758 | 1650 | 1425 | 2549 | 2167 | 1295 | 1258 | 1084 |

## Religion

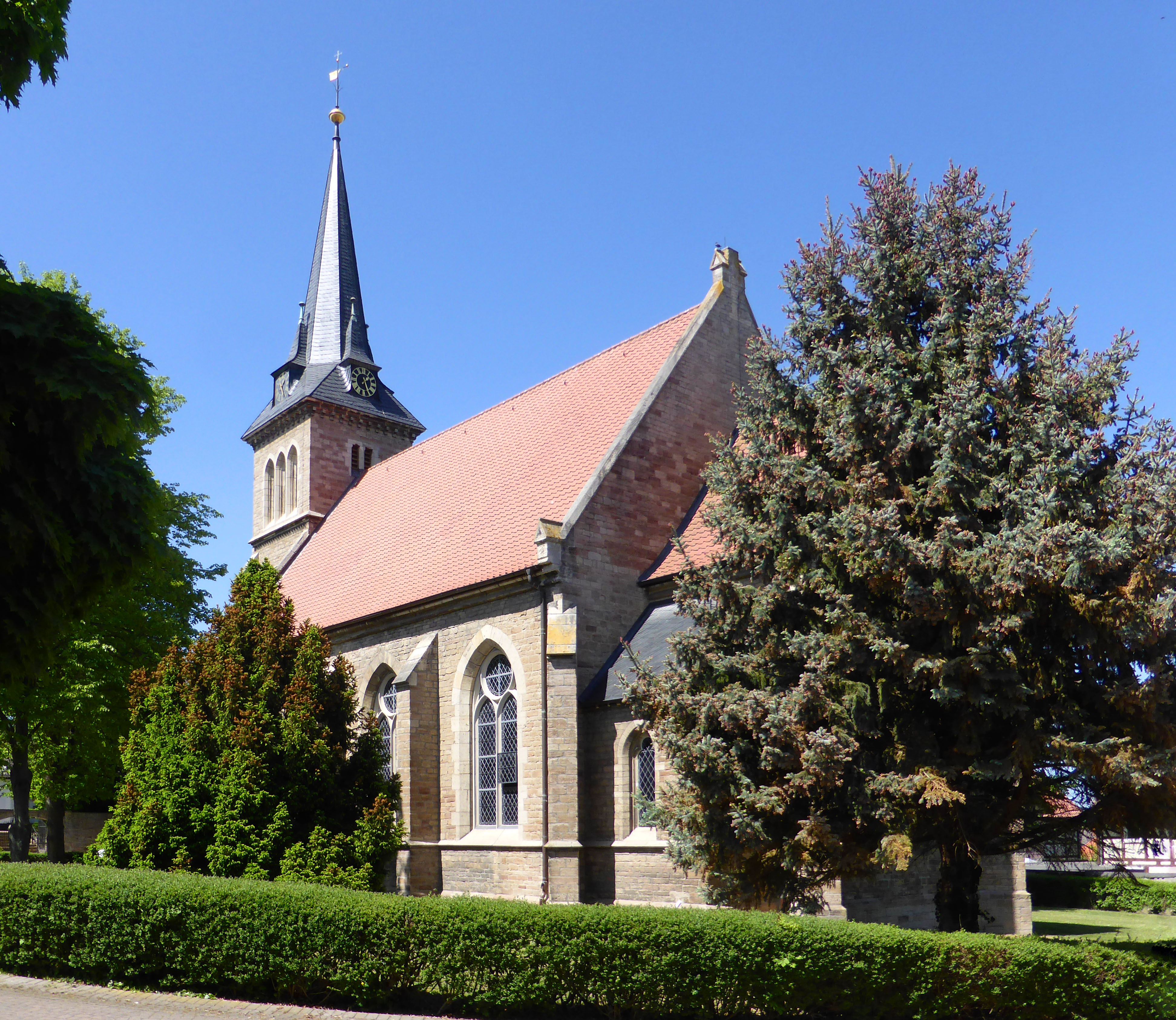
Evangelische Kirche

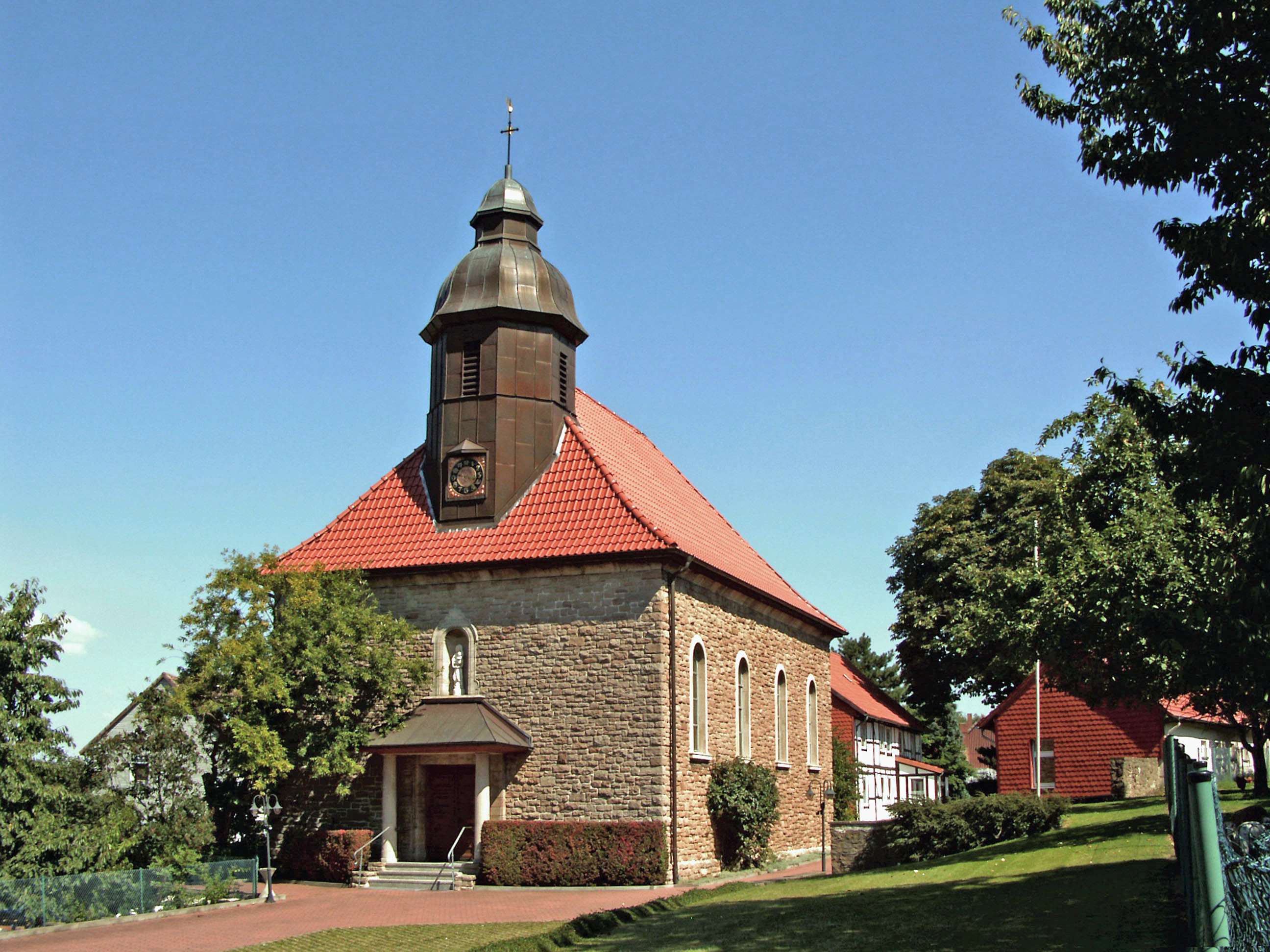
Katholische Kirche

Jerxheim wurde durch die Reformation protestantisch geprägt.
In Jerxheim befinden sich zwei christliche Kirchen:
Die evangelisch-lutherische St.-Petrus-Kirche, zwischen Pfarrwinkel und Schulstraße gelegen, gehört zur Propstei Helmstedt der Evangelisch-lutherischen Landeskirche in Braunschweig.
Die katholische Kirche Maria von der Immerwährenden Hilfe wurde 1925/26 an der Helmstedter Straße erbaut. Heute gehört die Kirche zur Pfarrgemeinde Maria Hilfe der Christen in Schöningen und ist die südlichste Kirche im Dekanat Wolfsburg-Helmstedt des Bistums Hildesheim.

## Politik

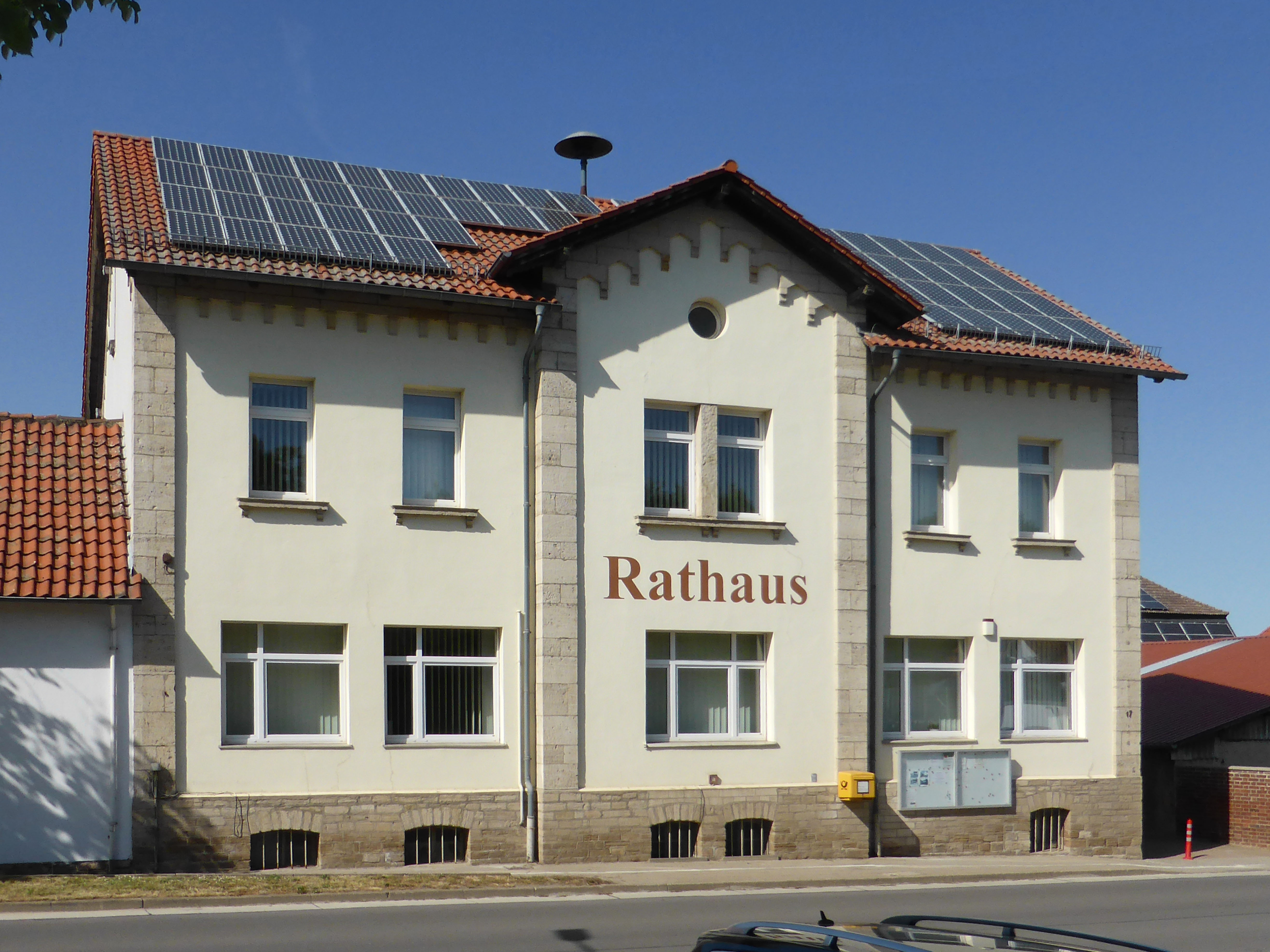
Rathaus

### Gemeinderat
Der Rat der Gemeinde Jerxheim setzt sich aus 11 Ratsfrauen und Ratsherren zusammen. Dies ist die festgelegte Anzahl für die Mitgliedsgemeinde einer Samtgemeinde mit einer Einwohnerzahl zwischen 1001 und 2000 Einwohnern. Die Ratsmitglieder werden durch eine Kommunalwahl für jeweils fünf Jahre gewählt.

#### 2021–2026
| Sitzverteilung nach Kommunalwahl 2021Insgesamt 11 Sitze - SPD: 3 - CDU: 8 | Kommunalwahl 2021Wahlbeteiligung: 62,85 % 706050403020100 69,18 %30,82 % CDUSPD |
| ------------------------------------------------------------------------- | ------------------------------------------------------------------------------- |

#### 2016–2021
Die Kommunalwahl am 11. September 2016 ergab das folgende Ergebnis:
| Partei                     | Anteilige Stimmen | Anzahl Sitze |
| -------------------------- | ----------------- | ------------ |
| Bürgerliste Jerxheim (BLJ) | 100 %             | 11           |

### Bürgermeister
Der ehrenamtliche Bürgermeister ist Marko Hölz. Seine Stellvertreter sind Gerhard Lorenz Richter (SPD) und Regina Kramp (CDU).

### Wappen
Der Entwurf des Kommunalwappens der Gemeinde Jerxheim stammt von dem Braunschweiger Oberstudiendirektor, Heraldiker und Grafiker Wilhelm Krieg. Das Wappen wurde am 3. Juni 1955 vom Gemeinderat beschlossen und am 25. Februar 1956 durch den braunschweigischen Verwaltungspräsidenten genehmigt.
| Wappen von Jerxheim | Blasonierung: „Im geteilten Wappenschild oben in Rot ein goldener herschauender Löwe; unten in Gold eine blaue Schere.“ |
| Wappen von Jerxheim | Wappenbegründung: Jerxheim war seit alters her Sitz eines braunschweigischen Amtes und führt daher in der oberen Hälfte seines geteilten Schildes einen der beiden goldenen herzoglich-braunschweigischen Wappenlöwen. Die blaue Schere im unteren Feld stammt aus dem Wappen der Herren von Jerxheim, die hier von 1200 bis 1428 eine Rolle spielten. Die untere Schildhälfte bekräftigt überdies mit den Farben Blau-Gelb nochmals die lange Zugehörigkeit der Gemeinde zum Lande Braunschweig. |

## Kultur und Sehenswürdigkeiten
Die Kulturwerkstatt ist ein Kulturverein von Jerxheim.

### Musik
Jerxheim besitzt seit 1852 den Gesangverein Liedertafel 1852 Jerxheim e. V. Der Frauenchor singt seit 2015 in der Chorgemeinschaft Heeseberg. Nach Möglichkeit findet jährlich ein Adventskonzert am 2. Advent in der evangelischen Kirche statt.

### Bauwerke

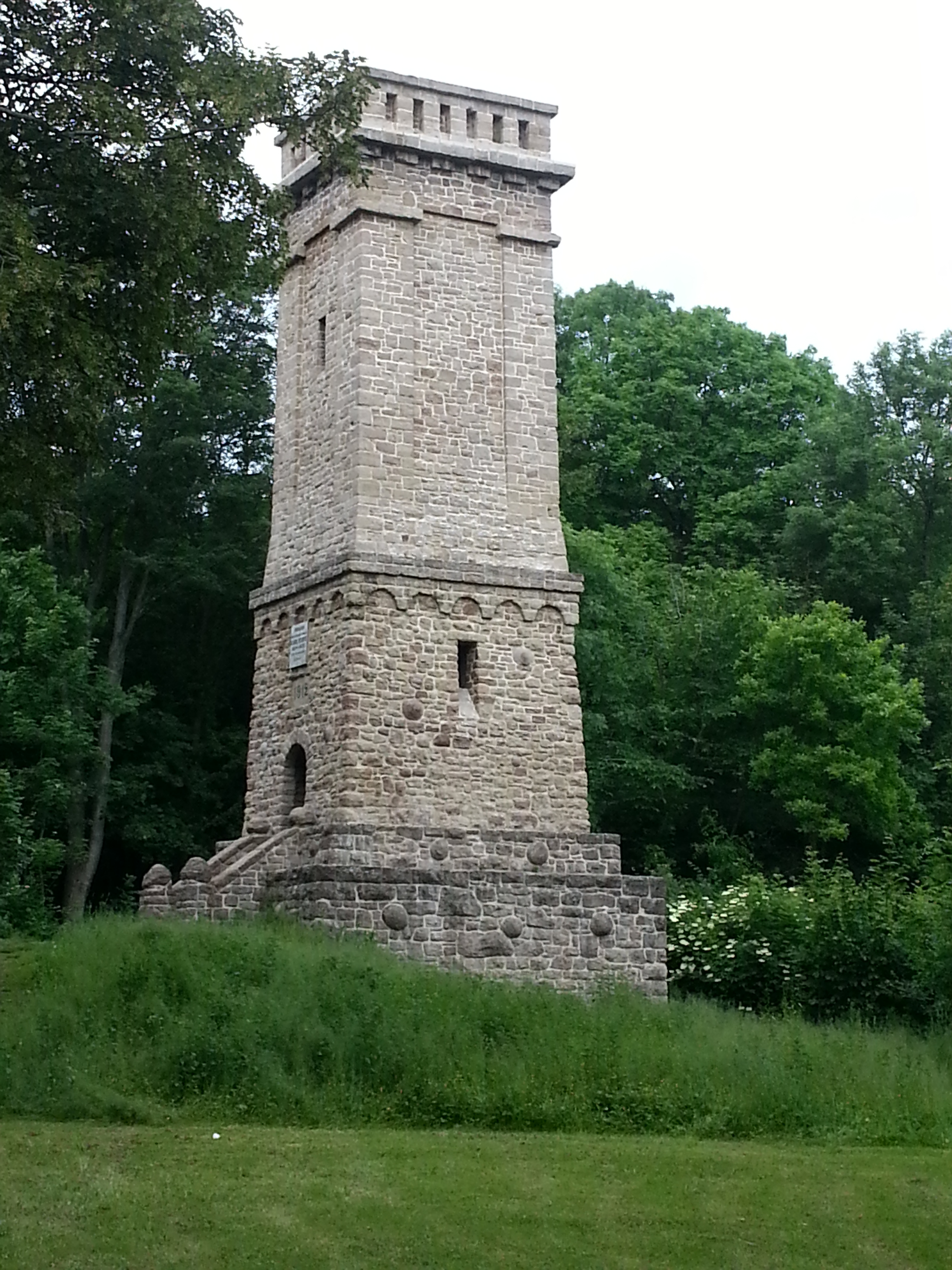
Aussichtsturm auf dem Heeseberg

Das Kriegerdenkmal auf dem Friedhof erinnert an die Opfer der beiden Weltkriege aus Jerxheim, im Eingangsbereich des Friedhofs sind Gedenktafeln mit den Namen der Weltkriegsopfer aus Jerxheim angebracht.

### Grünflächen und Naherholung
Kleingärten bietet der Kleingärtnerverein KGV Jerxheim e. V.
Der nahegelegene Heeseberg mit seinem Aussichtsturm und einer Berggaststätte ist von Dörfern umgeben, die von der Landwirtschaft geprägt sind und über große thüringische Hofanlagen verfügen. Der Name der Samtgemeinde ist auf die Erhebung zurückzuführen. Am Heesebergturm gibt es im Natur- und Landschaftsschutzgebiet Heeseberg einen Geologie-Natur-Erlebnispfad des Freilicht- und Erlebnismuseums Ostfalen (FEMO), von dem sich ein sehenswertes Panorama erschließt. Es gibt den Blick frei auf das Harzvorland und das Brockenmassiv im Harz.
Im Norden ist der Elm zu sehen, der sich für weitere Spaziergänge und Wanderungen anbietet.
Der südlich von Jerxheim vorbeiführende Große Bruch, eine flache eiszeitliche Schmelzwasserrinne, eignet sich zum Fahrradfahren.

### Sport
Jerxheim verfügt über folgende Sportvereine:
Der TSV Jerxheim von 1946 e. V. ist in Jerxheim angesiedelt, seine Fußballabteilung spielt in der Spielgemeinschaft FC Dobbeln/Jerxheim. Außerdem bietet der 1946 gegründete TSV weitere Sparten an wie Volleyball, Tennis, Gymnastik, Pilates, Jazz Modern Dance und Nordic Walking an. Dem Verein sind auch der Fußball-Club Heeseberg e. V. (FC Heeseberg) und die LG Heeseberg (Leichtathletikgemeinschaft Heeseberg) angegliedert.
Der ESV spielte im Ortsteil Jerxheim-Bahnhof Fußball. Wegen Mitgliederschwund spielen die verbliebenen Spieler seit 2008 beim FC Dobbeln/Jerxheim. Der 1949 als RSV Jerxheim (Rasensportverein) gegründete Verein wurde 1970 ein Eisenbahnsportverein (ESV), 2011 benannte er sich in Erlebnissportverein um.
Die Kyffhäuser-Kameradschaft Jerxheim betreibt Sportschießen. In Jerxheim besteht ein Schützenheim.
Beim Reit- und Fahrverein (Reitgemeinschaft-Elm-Heeseberg e. V.) sind Reiter organisiert. Sie verfügen über einen Dressur-Sandplatz und einen Rasen-Springplatz bei den Sportanlagen. 2013 wurde der Förderverein Jerxheimer Reiter e. V. gegründet.

### Regelmäßige Veranstaltungen
Das Volksfest findet jährlich in der dritten Juniwoche statt. Am letzten Wochenende im August findet ein Chorkonzert der „Liedertafel Jerxheim“ e. V. im Dorfgemeinschaftshaus statt.

## Wirtschaft und Infrastruktur
Jerxheim ist die größte Mitgliedsgemeinde der Samtgemeinde Heeseberg. Hier sind neben dem Sitz der Verwaltung wichtige Einrichtungen der Gemeinde vertreten.

### Unternehmen

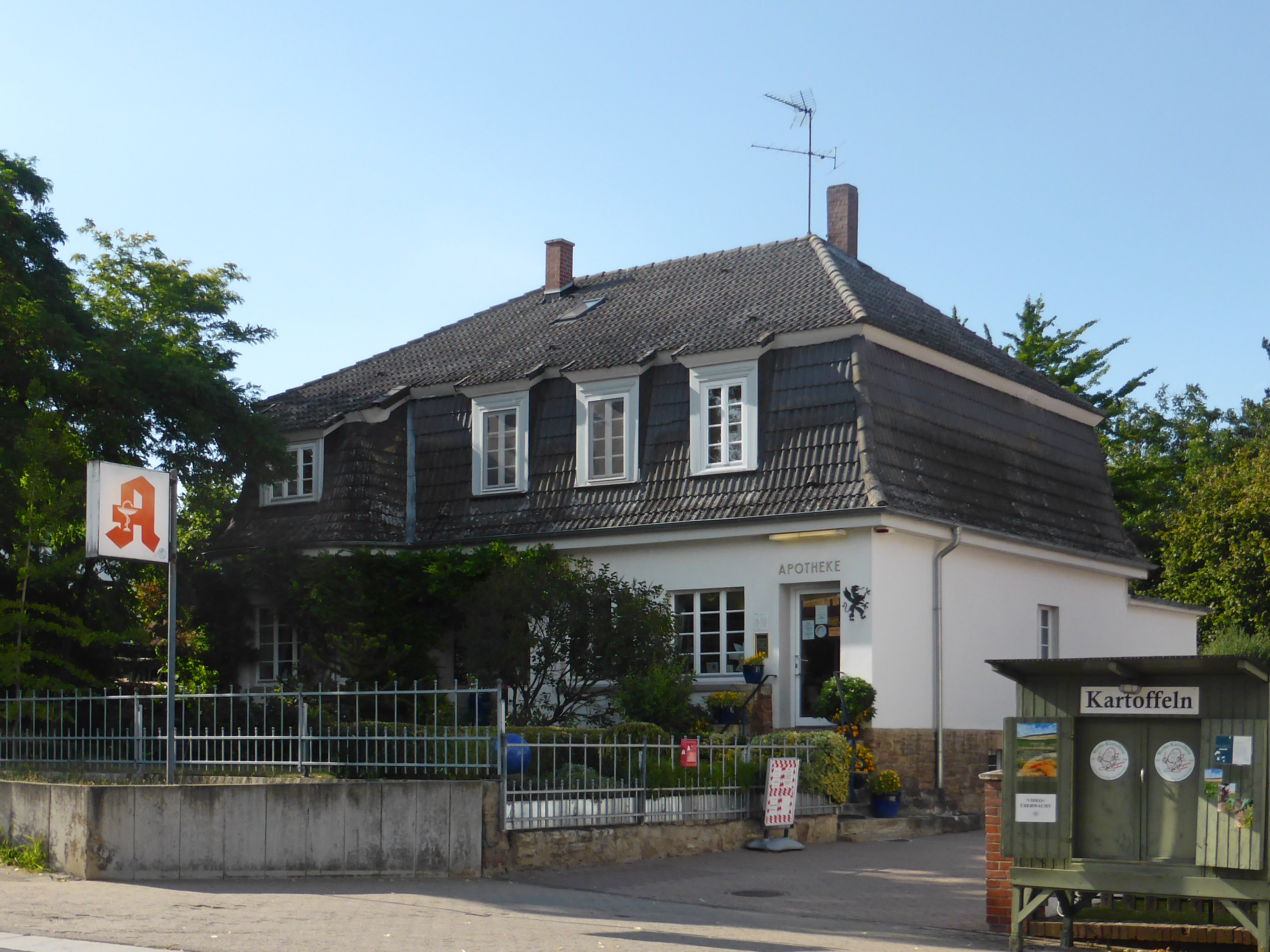
Apotheke

In Jerxheim bestehen nur noch wenige Einzelhandelsläden zur Nahversorgung, darunter die Filiale einer Bäckerei, eine Landschlachterei und eine Apotheke. Die Lebensmittelläden wurden, wie auch in allen anderen Dörfern der Samtgemeinde Heeseberg, geschlossen. Die nächstgelegenen Lebensmittelläden mit einem Vollsortiment sind in Schöningen zu finden.
Auch die Dorfgaststätten in der Ortschaft Jerxheim bestehen nicht mehr. Einkehrmöglichkeiten sind nur im Sportheim Jerxheim, auf dem Heeseberg und in Jerxheim-Bahnhof zu finden.
Die Braunschweigische Landessparkasse betreibt in Jerxheim eine SB-Filiale. Hinter dem Rathaus besteht eine Filiale der Deutschen Post. Jerxheim verfügt über Ärzte (Allgemeinmedizin) und einen Zahnarzt sowie über ein Alten- und Pflegeheim (Haus am Heeseberg), das durch die DOREA Beteiligungsgesellschaft mbH betrieben wird.

### Öffentliche Einrichtungen

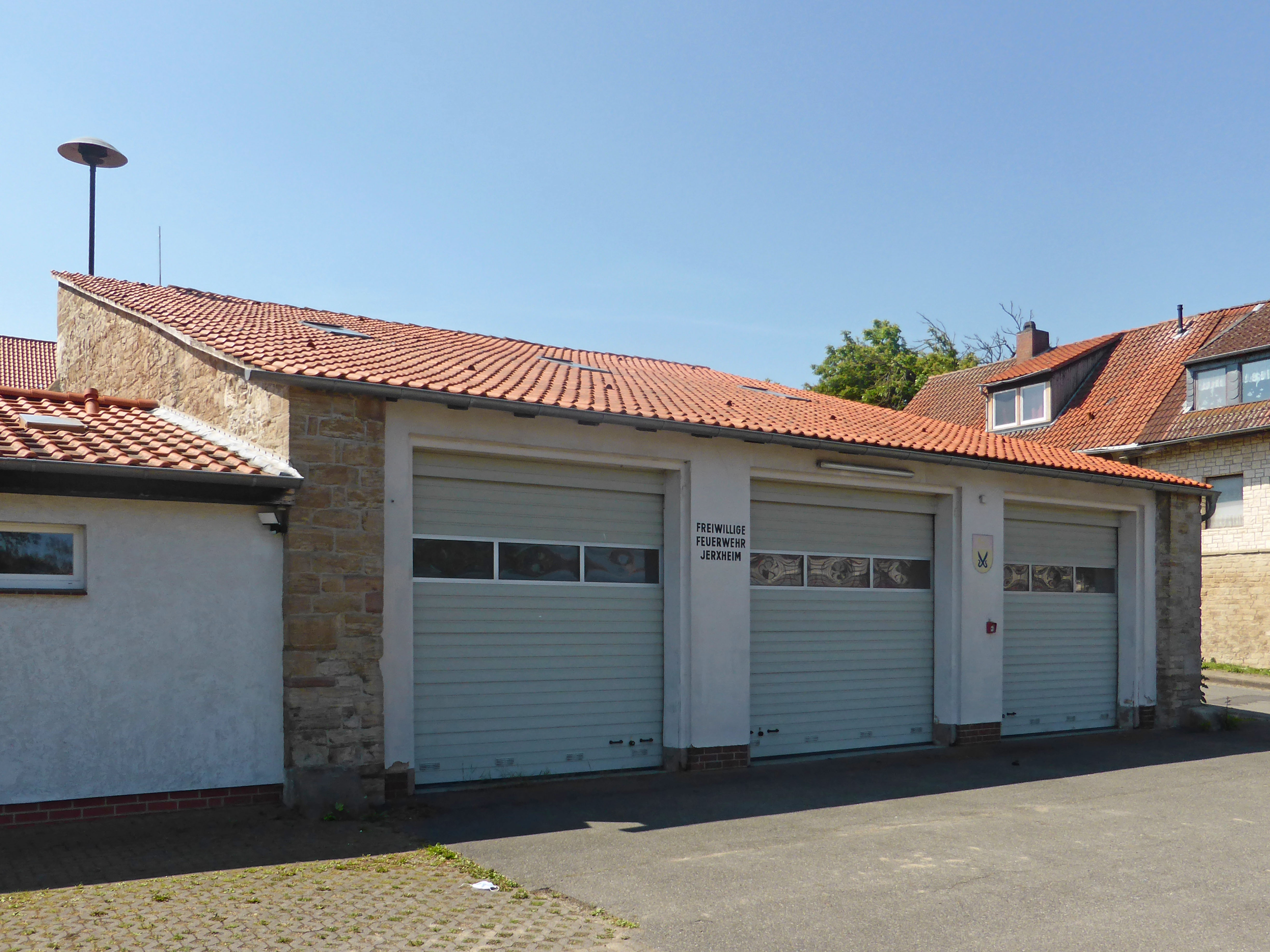
Feuerwehrhaus

Jerxheim verfügt über zwei Dorfgemeinschaftshäuser, ein Schützenzelt und eine alte Schule. Diese Räumlichkeiten können für Feierlichkeiten angemietet werden.
In Jerxheim ist der Feuerwehrstützpunkt der Samtgemeinde Heeseberg stationiert. Die Freiwillige Feuerwehr Jerxheim gehört seit 2021 zur Freiwilligen Feuerwehr Mitte der Samtgemeinde Heeseberg, zu der neben Jerxheim auch die Ortschaften Beierstedt und Jerxheim-Bahnhof gehören. Jerxheim verfügt auch über je eine Kinder- und Jugendfeuerwehr. Die Feuerwehr wird durch den Förderverein Feuerwehr Jerxheim e. V. unterstützt. Außerdem existiert in Jerxheim eine halbtags besetzte Polizeistation, die im Haus des ehemaligen EDEKA-Lebensmittelgeschäftes ansässig ist.
Im Rathaus von Jerxheim ist auch die Verwaltung der Samtgemeinde Heeseberg untergebracht.
Jerxheim verfügt über einen Friedhof mit einer Friedhofskapelle, der sich in Trägerschaft der Samtgemeinde Heeseberg befindet. Auf dem Friedhof steht auch das Kriegerdenkmal zur Erinnerung an die Opfer der beiden Weltkriege, im Eingangsbereich des Friedhofs sind Gedenktafeln mit den Namen der Weltkriegsopfer aus Jerxheim angebracht.

### Bildung

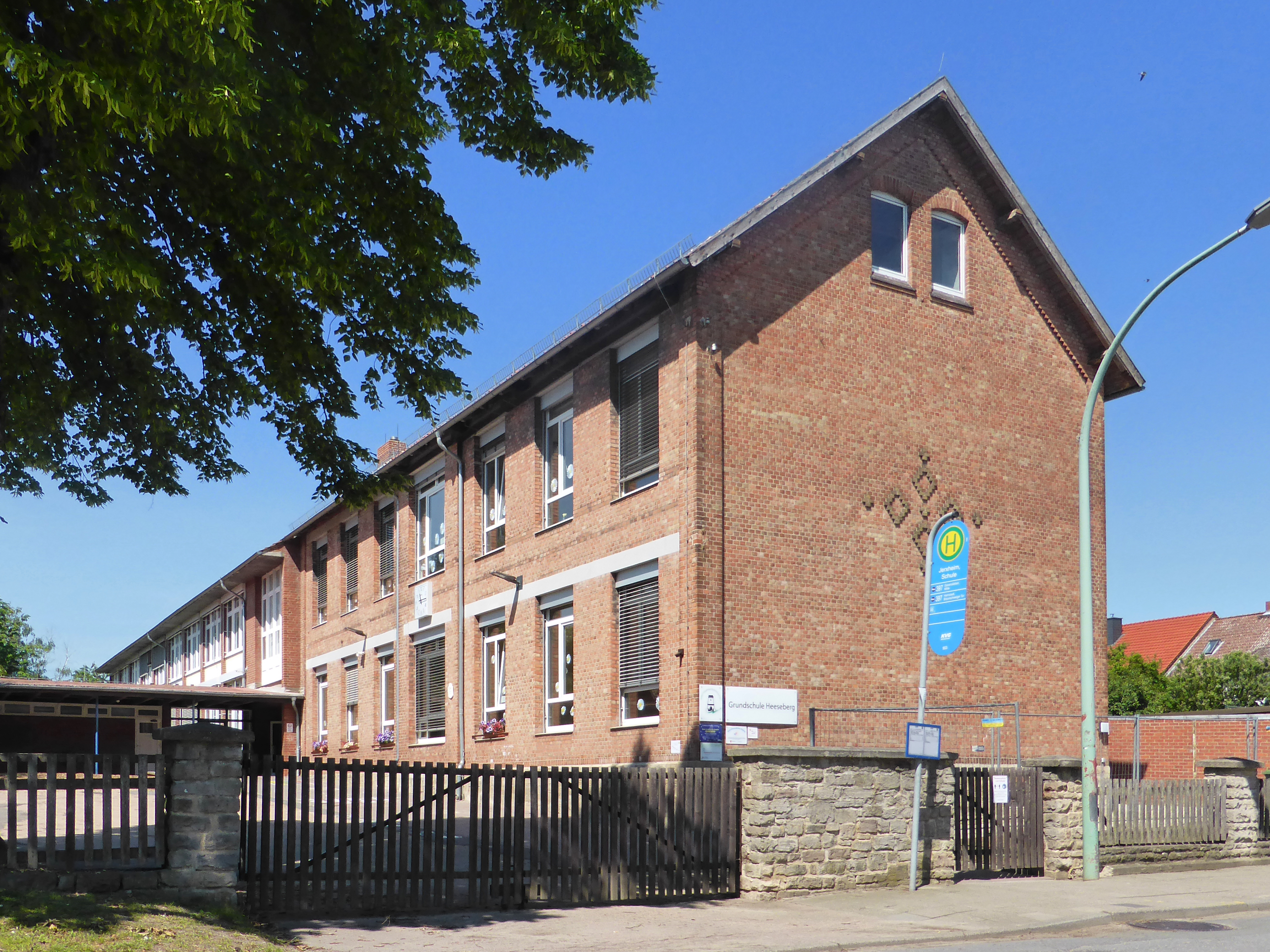
Grundschule Heeseberg

Der Kindergarten in Jerxheim wird vom Kreisverband Helmstedt des Deutschen Roten Kreuzes betrieben.
Die einzige Schule in Jerxheim ist die Grundschule Heeseberg.
Auch eine Fahrschule ist in Jerxheim vorhanden.

### Verkehr

#### Straßenverkehr

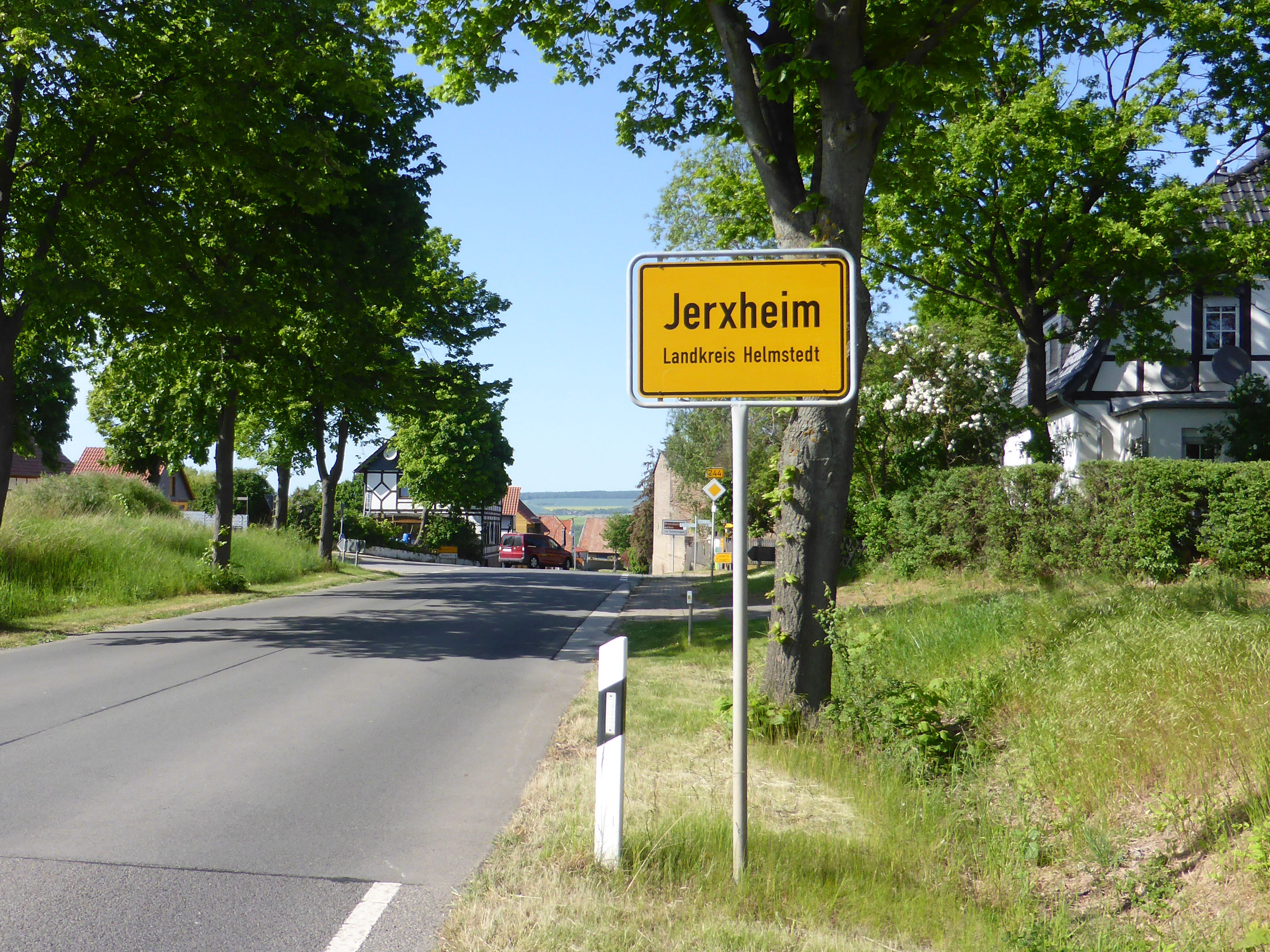
B 244 mit südlichem Ortseingang von Jerxheim

Durch Jerxheim verläuft die Bundesstraße 244, die in Jerxheim als Helmstedter Straße bezeichnet wird. In nördlicher Richtung führt sie über Söllingen, Schöningen, Helmstedt und Wittingen bis zum Großen Kain im Landkreis Gifhorn, wo sie an der Bundesstraße 4 endet. In südlicher Richtung verläuft die Bundesstraße 244 über Jerxheim-Bahnhof und überquert dann die Landesgrenze nach Sachsen-Anhalt. Dort führt sie über den Kiebitzdamm durch das Große Bruch und weiter über Wernigerode bis nach Elbingerode in den Harz, wo sie an der Bundesstraße 27 endet.
Die Kreisstraße 25, in Jerxheim Feuerstraße genannt, beginnt in Jerxheim unweit des Feuerwehrhauses an der Bundesstraße 244 und verläuft in nördlicher Richtung bis zur Kreisstraße 54 zwischen Dobbeln und Ingeleben.
Die Kreisstraße 28, in Jerxheim Am Heeseberg genannt, beginnt in Jerxheim an der Bundesstraße 244 und verläuft in südwestlicher Richtung bis nach Beierstedt, wo sie an der Landesstraße 623 endet. Über die Kreisstraße 28 ist auch die einzige Autostraße auf den Heeseberg erreichbar.
Die Kreisstraße 31, in Jerxheim Watenstedter Weg genannt, beginnt in Jerxheim an der Bundesstraße 244 und verläuft in westlicher Richtung an der Jerxheimer Bauernsiedlung vorbei bis nach Watenstedt, wo sie an der Landesstraße 623 endet.
Eine Buslinie der Kraftverkehrsgesellschaft Braunschweig führt von Jerxheim bis nach Söllingen sowie über Jerxheim-Bahnhof und Gevensleben bis nach Schöppenstedt. Eine weitere Buslinie führt von Jerxheim über Söllingen und Schöningen bis nach Helmstedt sowie über Jerxheim-Bahnhof und Beierstedt bis nach Gevensleben.

#### Eisenbahn

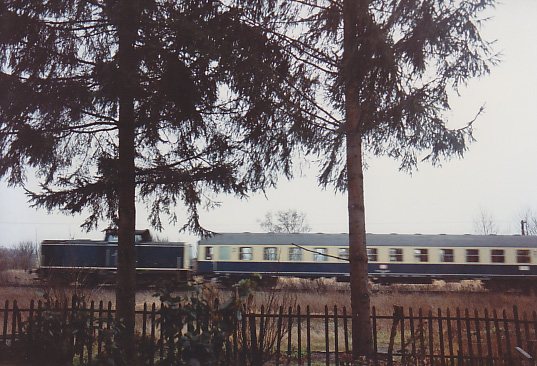
Nahverkehrszug in Richtung Helmstedt am Bahnhof Jerxheim (1993)

Jerxheim besaß seit 1843 einen Bahnhof, der rund zwei Kilometer südlich des Dorfes Jerxheim lag und bis zum Ende des Zweiten Weltkriegs einen bedeutenden Eisenbahnknoten mit zwei durchquerenden und einer einmündenden Bahnstrecke für die Region stellte. Bis zum Dezember 2007 wurde er im Passagierverkehr als Haltepunkt über die Südelmbahn bedient. Mit der Stilllegung der letzten Eisenbahnstrecke wurde auch der Bahnhof Jerxheim aufgelassen.

## Persönlichkeiten
Söhne und Töchter der Gemeinde
- Rudolph Friedrich Schultze (1738–1791), evangelischer Theologe
- Heinrich Schrader (1844–1911), Musikdirektor, Chorleiter, Hoforganist und Professor
- Hermann Henking (1858–1942), Zoologe und Entwicklungsbiologe
- Anton Lorenz (1888–1960), Politiker (CDU)
- Franz Pütz (1894–1945), Arzt, SA-Führer und Medizinpublizist
- Gerhard Schridde (1904–1968), Lehrer, Heimatforscher und Naturschutzbeauftragter
- Kurt Meyer (1910–1961), SS-Brigadeführer und Generalmajor der Waffen-SS
- Jürgen Hoffmann (1944–2009), Politikwissenschaftler und Hochschullehrer

Personen, die mit der Gemeinde in Verbindung stehen
- Karl Kleye (1854–1923), Mitglied des Deutschen Reichstags, Initiator des Aussichtsturms auf dem Heeseberg